# Битва при Плочнике
Битва при Плочнике (серб. Битка код Плочника) — сражение, состоявшееся в 1386/87/88 году недалеко от местечка Плочник в долине реки Топлица (юг Сербии) между сербскими и турецкими войсками. Сербская армия, ведомая князем Лазарем Хребеляновичем и Милошом Обиличем, разбила наголову турецкие войска Мурада I и Шахин-бея и заставила султана Османской империи на некоторое время прекратить войну с сербами.

## Предыстория
Битва при Плочнике была вторым сражением между сербскими войсками Лазаря и турецкой армией. Ещё в 1381 году эти армии сходились в сражении на Дубравнице, что приблизило только возможность полноценной реальной схватки (ею и стала Битва на Косовом поле). После битвы на Дубравнице султан Мурад I направил свои силы против Караманидов, разбив их войско близ Коньи. В походе султану оказали военную помощь некоторые сербские феодалы, отправив туда своих солдат, но значительная часть солдат Мурада (в том числе и сербы) была казнена за грабёж и мародёрство.
Расправа над сербскими солдатами возмутила сербов, и против турок стали подниматься всё больше и больше поместных сербских князей, переходя на сторону князя Лазаря. Помощь сербам оказали и иностранные государи: болгарский царь Иоанн-Шишман и боснийский король Твртко I (Твртко даже отправил войска на помощь сербам). К князю Лазарю примкнули также Юг-Богдан и Милош Обилич, будущие герои Косовской битвы. В то же время один из феодалов Шкодера (Албания) отправил султану письмо с просьбой отправить свои войска на его защиту в обмен на признание Мурада своим законным повелителем. Мурад приказал одному из своих командиров, Шахин-бею (ошибочно утверждается, что это был Лала Шахин-паша), готовить войска для помощи албанцу.

## Ход битвы
В Сербию Шахин-бей вступил с 18—20 тысячами акынджи и там узнал, что сербы готовятся контратаковать его. Он прибыл к Плочнику, но так и не обнаружил противника, посчитав все вести о движущейся сербской армии ложными. В рядах армии Шахин-бея стала падать дисциплина, и акынджи стали часто разбегаться по деревням, грабя и убивая местных жителей и не подчиняясь приказам командира. Шахин-бей остался лично только с 2 тысячами солдат, не подозревая, что сербы на самом деле пристально наблюдали за ним всё это время.
Внезапно перед ним появилась армия из 30 тысяч сербов. Большую часть армии Лазаря составляла кавалерия: как тяжёлая рыцарская кавалерия, так и лёгкая стрелковая кавалерия (с луками и стрелами). Историками считается, что сначала сербы атаковали центр армии Шахин-бея: несмотря на то, что личные войска османского командира оказывали упорное сопротивление некоторое время, центр вскоре поддался и начал отступать. Шахин-бей спасся только чудом. Далее сербская армия бросилась на оставшиеся 18 тысяч солдат, которые после долгих грабежей уже не были способны сражаться. Потери были колоссальными: из акынджи 13 тысяч человек погибли на поле боя. Фактически больше 60 % османского войска было уничтожено.
Битва закончилась полной победой сербов. В бою Милош Обилич был ранен турецкой стрелой в бедро.

## Последствия
Победа ненадолго замедлила продвижение османской армии на Балканы. Хотя Мурад I, узнав о поражении, серьёзно задумался о том, чтобы прекратить войну, он всё-таки принял решение воевать дальше против сербов и сошёлся с ними снова в бою уже в 1389 году на Косовом поле.